# Gyalui járás
A Gyalui járás a Magyar Királyság megszűnt közigazgatási egysége, amely Kolozs vármegye része volt, Gyalu székhellyel. Területe jelenleg Romániában, Kolozs megyében fekszik.

## Fekvése

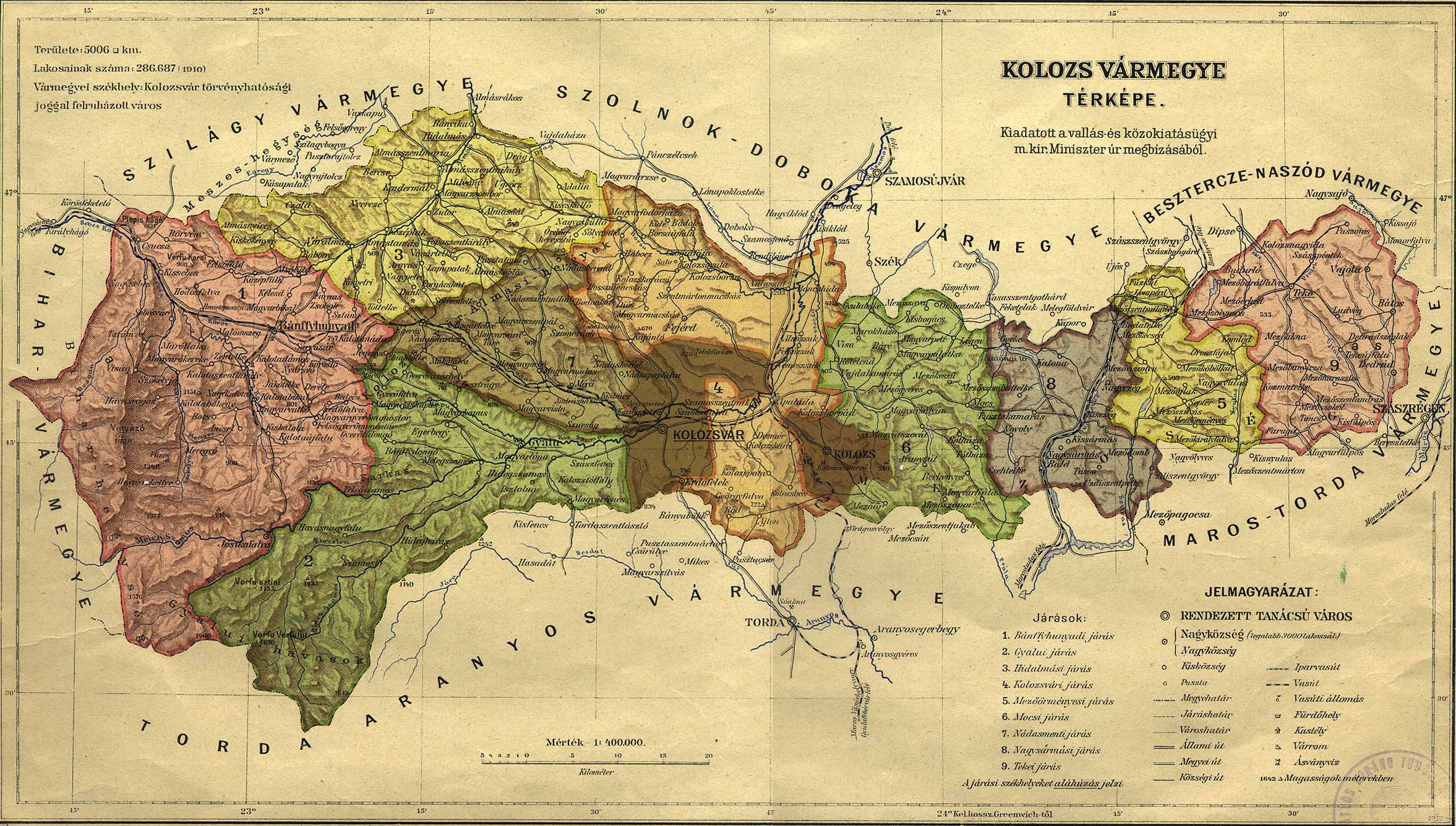
Kolozs vármegye közigazgatási térképe 1917-ből

A Gyalui járás Kolozs vármegye déli határa mentén terült el. Nyugaton a Bánffyhunyadi járás, északon a Nádasmenti járás, keleten a Kolozsvári járás és Torda-Aranyos vármegye voltak a szomszédai. A járási székhely Gyalu a járás északkeleti részén található.

## Története
1857-ben 21 község alkotta és a Kolozsvári kerülethez tartozott.
1920 és 1925 között változatlan formában a romániai Kolozs megyéhez (Județul Cojocna) tartozott Plasa Gilău néven. 1925-ben tizennégy község alkotta, a neve Plasa Moților lett, székhelye továbbra is Gyalu volt.
1925 és 1930 között Gyerőfalva átkerült a Bánffyhunyadi járáshoz; Ugyanebben az időszakban Csürülyét, Kisfenest, és Járarákost, 1930-ban pedig Tordaszentlászlót a Gyalui járáshoz csatolták.

## Lakossága
1910-ben 21 879 lakosa volt, ebből 10 600 görögkeleti, 5120 református, 4408 görögkatolikus, 1419 római katolikus, 188 izraelita, 28  unitárius, 18 evangélikus, 98 egyéb vallású. A lakosság 67,6%-a román, 30,6%-a magyar, 0,1%-a német, 1,7%-a más anyanyelvű volt.

## Települései
Az 1913-as helységnévtár szerint a járást egy nagyközség (Gyalu) illetve hat körjegyzőségben tizenkilenc község alkotta:
| körjegyzőség        | település      | lélekszám |
| ------------------- | -------------- | --------- |
|                     | Gyalu          | 2972      |
| Gyerővásárhelyi kj. | Gyerőfalva     | 651       |
| Gyerővásárhelyi kj. | Gyerővásárhely | 877       |
| Gyerővásárhelyi kj. | Magyarkiskapus | 1250      |
| Havasaljai kj.      | Isztolna       | 247       |
| Havasaljai kj.      | Magyarfenes    | 1271      |
| Havasaljai kj.      | Magyarlóna     | 1673      |
| Havasi kj.          | Havasnagyfalu  | 2202      |
| Havasi kj.          | Szamosfő       | 1567      |
| Hidegszamosi kj.    | Felsőszamos    | 345       |
| Hidegszamosi kj.    | Hideghavas     | 1036      |
| Hidegszamosi kj.    | Hidegszamos    | 1089      |
| Hidegszamosi kj.    | Melegszamos    | 593       |
| Magyarkapusi kj.    | Bánffydongó    | 610       |
| Magyarkapusi kj.    | Egerbegy       | 800       |
| Magyarkapusi kj.    | Gesztrágy      | 259       |
| Magyarkapusi kj.    | Gyerőfidongó   | 357       |
| Magyarkapusi kj.    | Magyarkapus    | 1051      |
| Szászfenesi kj.     | Kolozstótfalu  | 429       |
| Szászfenesi kj.     | Szászfenes     | 2600      |